# Timo Benitz
Pour les articles homonymes, voir Benitz.
Timo Benitz (né le 24 décembre 1991 à Engen) est un athlète allemand, spécialiste des courses de demi-fond.

## Biographie
Le 25 août 2017, il décroche la médaille d'or du 1 500 m de l'Universiade à Taipei en 3 min 43 s 45.

## Palmarès
| Date | Compétition                       | Lieu      | Résultat | Épreuve | Temps         |
| ---- | --------------------------------- | --------- | -------- | ------- | ------------- |
| 2011 | Championnats d'Europe espoirs     | Ostrava   | 6e       | 1 500 m | 3 min 51 s 76 |
| 2013 | Championnats d'Europe espoirs     | Tampere   | 5e       | 1 500 m | 3 min 45 s 38 |
| 2014 | Championnats d'Europe par équipes | Brunswick | 1er      | 800 m   | 1 min 46 s 24 |
| 2014 | Championnats d'Europe             | Zurich    | 7e       | 1 500 m | 3 min 47 s 26 |
| 2017 | Championnats d'Europe en salle    | Belgrade  | 7e       | 1 500 m | 3 min 46 s 73 |
| 2017 | Championnats d'Europe par équipes | Lille     | 3e       | 1 500 m | 3 min 54 s 28 |
| 2017 | Universiade                       | Taipei    | 1er      | 1 500 m | 3 min 43 s 45 |
| 2018 | Coupe du monde                    | Londres   | 2e       | 1 500 m | 3 min 53 s 11 |
| 2018 | Championnats d'Europe             | Berlin    | 7e       | 1 500 m | 3 min 39 s 28 |

## Records
| Épreuve | Performance   | Lieu      | Date         |
| ------- | ------------- | --------- | ------------ |
| 800 m   | 1 min 46 s 24 | Brunswick | 22 juin 2014 |
| 1 500 m | 3 min 34 s 87 | Hengelo   | 11 juin 2017 |